# Ludność Zielonej Góry

## LudnośćZielonej Góry
- 1313 – 800
- 1314 – 100 osób, które przeżyło zarazę
- 1349 – 200 osób, które przeżyło zarazę
- 1412 – epidemia zarazy spowodowała śmierć kilkuset mieszkańców
- lata 80./90. XV wieku – około 2000
- 1497 – wymarła 2/3 mieszkańców w wyniku pomoru, z 1800 pozostało 600

- 1631 – spadek z około 10 000 do 5000
- 1636 – około 600
- 1679 – około 2100
- 1680 – pozostało około 500 – 550; 3/4 populacji wyginęła po epidemii czarnej ospy XVIII wiek

- 1740 – 3494
- 1741 – 3444
- 1750 – 4706
- 1760 – 4510
- 1770 – 4886
- 1787 – 6461, w tym 17 pochodzenia szlacheckiego i 916 cudzoziemców
- 1798 – 6223
- 1791 – 5946, w tym załoga garnizonu 544 osoby

- 1800 – 8321, w tym 6204 wyznania ewangelickiego i 2117 katolickiego XIX wiek
- 1843 – 10 405
- 1867 – 11 091
- 1875 – 12 211
- 1885 – 14 395
- 1890 – 16 092

- 1900 – 20 983
- 1903 – 21 408: w tym 17 733 wyznania ewangelickiego, 2747 katolickiego, 153 staroluteran, reformowanych, mojżeszowych, i innych
- 1905 – 21 630, z czego 10 332 urodzeni w Grünbergu, w tym 127 / 400 Polaków
- 1910 – 23 168
- 1920 – 23 397
- 1925 – 25 221
- 1939 – 26 076

- 1946 – 15 738 (spis powszechny)
- 1950 – 31 634 (spis powszechny)
- 1955 – 39 443
- 1960 – 54 291 (spis powszechny)
- 1961 – 56 200
- 1962 – 57 900
- 1963 – 59 700
- 1964 – 61 400
- 1965 – 62 844
- 1966 – 64 300
- 1967 – 68 700
- 1968 – 70 100
- 1969 – 72 300
- 1970 – 73 485 (spis powszechny)
- 1971 – 74 967
- 1972 – 77 400
- 1973 – 79 700
- 1974 – 82 260
- 1975 – 84 230
- 1976 – 87 100
- 1977 – 89 600
- 1978 – 94 300 (spis powszechny)
- 1979 – 98 000
- 1980 – 101 091
- 1981 – 103 536
- 1982 – 105 503
- 1983 – 107 806
- 1984 – 109 442
- 1985 – 109 926
- 1986 – 112 201
- 1987 – 113 277
- 1988 – 112 024 (spis powszechny)
- 1989 – 113 322
- 1990 – 114 126
- 1991 – 114 910
- 1992 – 115 134
- 1993 – 115 557
- 1994 – 115 768
- 1995 – 116 329
- 1996 – 117 364
- 1997 – 117 850
- 1998 – 118 182
- 1999 – 118 786
- 2000 – 118 987
- 2001 – 119 152
- 2002 – 118 362 (spis powszechny)
- 2003 – 118 730
- 2004 – 118 516
- 2005 – 118 221
- 2006 – 118 115
- 2010 – 117 669[1]
- 2012 – 119 182[2]
- 2015 – 138 512 (po połączeniu miasta i gminy Zielona Góra)[3]
- 2016 – 139 330[4]
- 2017 – 139 819[4]
- 2018 – 140 297[4]
- 2019 – 141 222[4]

## Powierzchnia Zielonej Góry
- 1995 – 58,32 km²
- 2006 – 58,34 km²
- 2015 – 278,32 km² (po połączeniu miasta i gminy Zielona Góra)[3]